# صنبور مياه حريق

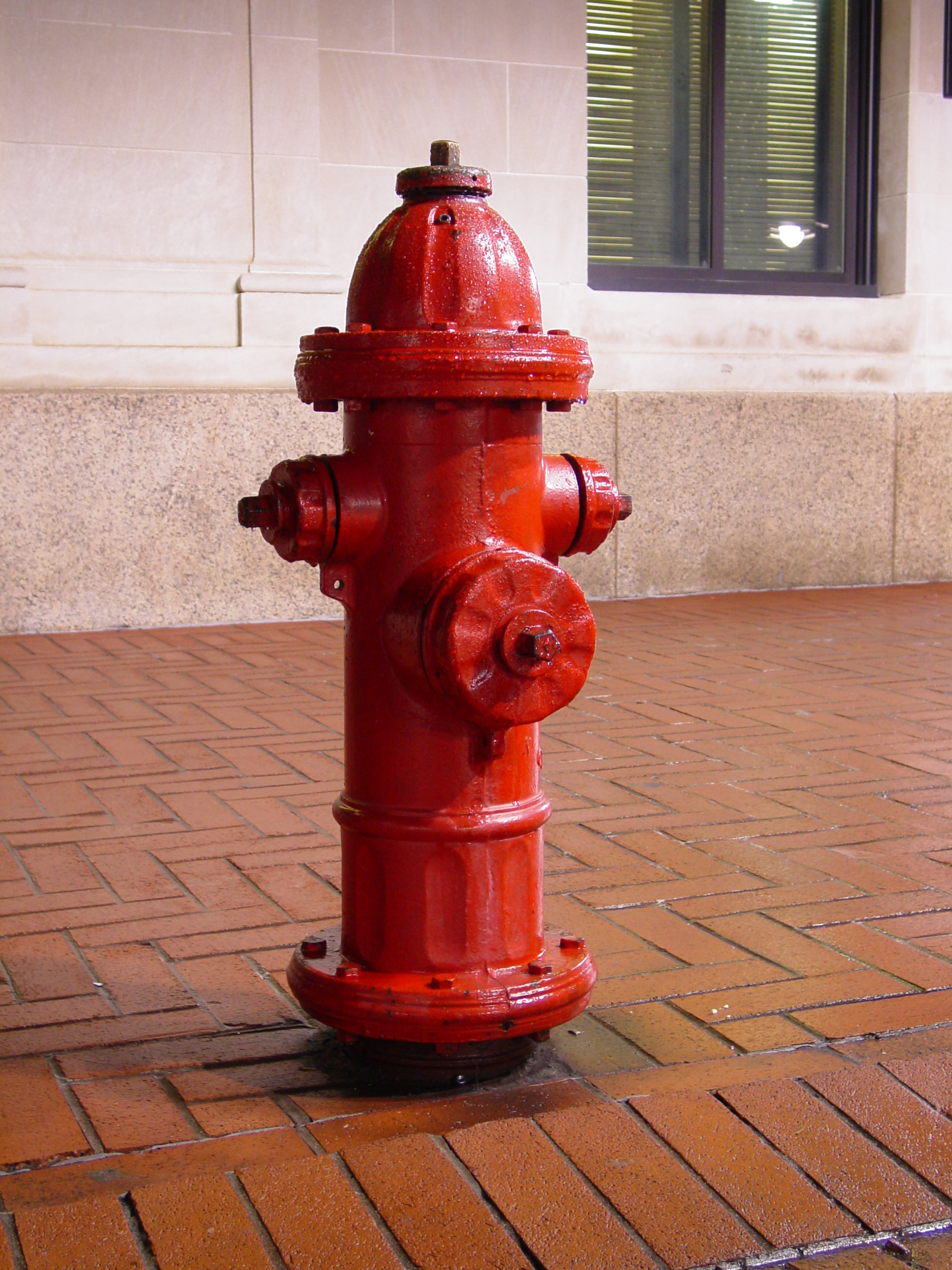
صنبور اطفاء في شارلوتسفيل، فرجينيا، الولايات المتحدة الأمريكية

صنبور اطفاء الحريق أو صنبور مياه حريق (بالإنجليزية: Fire hydrant)‏، هو إجراء للحماية من الحرائق النشطة، ومصدر للمياه الواردة في معظم المناطق الحضرية والضواحي والمناطق الريفية المتصلة بخدمات مياه البلدية لتمكين رجال الإطفاء الاستفادة من إمدادات المياه للمساعدة في إطفاء الحرائق.